# Drymonia peltata
Drymonia peltata là một loài thực vật có hoa trong họ Tai voi. Loài này được (Oliv.) H.E.Moore mô tả khoa học đầu tiên năm 1955.